# Inversió geomagnètica

Polaritat geomagnètica durant els darrers 5 milions d'anys (Pliocè i Quaternari, era Cenozoica final). Les zones fosques denoten períodes en què la polaritat coincideix amb la polaritat normal actual; les àrees clares denoten períodes en què aquesta polaritat s'inverteix

Una inversió geomagnètica és un canvi en el camp magnètic d'un planeta de manera que les posicions del nord magnètic i del sud magnètic s'intercanvien (no confondre amb el nord geogràfic i el sud geogràfic).
El camp magnètic terrestre ha alternat períodes de polaritat normal (en què la direcció predominant del camp era la mateixa que la direcció actual), i polaritat inversa (en què era el contrari). Aquests períodes s'anomenen cron.
Les ocurrències d'inversions són estadísticament aleatòries. Hi ha hagut almenys 183 inversions durant els darrers 83 milions d'anys (de mitjana un cop cada ~450.000 anys). L'última, la inversió de Brunhes-Matuyama, es va produir fa 780.000 anys, amb estimacions molt diferents de la rapidesa amb què va passar. Altres fonts estimen que el temps que triga a completar-se una inversió és, de mitjana, d'uns 7.000 anys per a les quatre inversions més recents. Clement (2004) suggereix que aquesta durada depèn de la latitud, amb durades més curtes a latituds baixes i durades més llargues a latituds mitjanes i altes. Tot i que variable, la durada d'una inversió total sol ser d'entre 2.000 i 12.000 anys.
Encara que hi ha hagut períodes en què el camp s'ha invertit globalment (com l'excursió de Laschamp) durant diversos centenars d'anys, aquests esdeveniments es classifiquen com a «excursions» més que com a «inversions geomagnètiques» completes. Els crons de polaritat estable sovint mostren excursions direccionals grans i ràpides, que es produeixen més sovint que les inversions, i es podrien veure com a inversions fallides. Durant aquestes excursions, el camp s'inverteix al nucli extern líquid, però no al nucli intern sòlid. La difusió al nucli extern líquid és en escales de temps de 500 anys o menys, mentre que la del nucli intern sòlid és més llarga, al voltant de 3.000 anys.

## Història
A principis del segle xx, geòlegs com Bernard Brunhes es van adonar per primera vegada que algunes roques volcàniques estaven magnetitzades en sentit contrari a la direcció del camp local de la Terra. La primera evidència sistemàtica i estimació a escala de temps de les inversions magnètiques va ser feta per Motonori Matuyama a finals de la dècada del 1920; va observar que les roques amb camps invertits eren totes del Plistocè inferior o més antigues. Aleshores, la polaritat de la Terra es coneixia malament i la possibilitat d'una inversió va despertar poc interès.
Tres dècades més tard, quan es va entendre millor el camp magnètic de la Terra, es van avançar teories que suggerien que el camp de la Terra podria haver-se invertit en un passat remot. La majoria de les investigacions paleomagnètiques a finals de la dècada del 1950 incloïen un examen del moviment dels pols i la deriva continental. Tot i que es va descobrir que algunes roques invertirien el seu camp magnètic mentre es refredaven, es va fer evident que la majoria de les roques volcàniques magnetitzades conservaven rastres del camp magnètic de la Terra en el moment en què les roques s'havien refredat. En absència de mètodes fiables per obtenir edats absolutes de les roques, es pensava que les inversió es produïen aproximadament cada milió d'anys.
El següent gran avenç en la comprensió de les inversions va arribar quan es van millorar les tècniques de datació radiomètrica a la dècada del 1950. Allan V. Cox i Richard Doell, del Servei Geològic dels Estats Units (USG), volien saber si es produïen canvis a intervals regulars i van convidar el geocronòleg Brent Dalrymple a unir-se al seu grup. Van produir la primera escala de temps de polaritat magnètica l'any 1959. A mesura que van acumular dades, van continuar perfeccionant aquesta escala en competència amb Don Tarling i Ian McDougall a la Universitat Nacional d'Austràlia. Un grup liderat per Neil Opdyke a l'Observatori de la Terra de Lamont–Doherty va demostrar que el mateix patró d'inversions es va registrar en sediments de nuclis d'aigües profundes.

Anomalies magnètiques del fons marí

Durant les dècades del 1950 i 1960, la informació sobre les variacions del camp magnètic de la Terra es va recopilar en gran part per mitjà de vaixells d'investigació, però les complexes rutes dels creuers oceànics van dificultar l'associació de dades de navegació amb les lectures del magnetòmetre. Només quan les dades es van representar en un mapa es va fer evident que les bandes magnètiques notablement regulars i contínues van aparèixer als fons oceànics.
L'any 1963, Frederick Vine i Drummond Matthews van donar una explicació senzilla combinant la teoria de l'extensió del fons marí de Harry Hess amb l'escala de temps coneguda d'inversions; el nou fons marí es magnetitza en la direcció del camp magnètic actual. Així, el fons marí que s'estén des d'una dorsal central produirà parells de bandes magnètiques paral·leles a la dorsal. El canadenc L. W. Morley va proposar de manera independent una explicació similar el gener de 1963, però el seu treball va ser rebutjat per les revistes científiques Nature i Journal of Geophysical Research, i va romandre inèdit fins al 1967, quan va aparèixer a la revista literària Saturday Review. La hipòtesi Vine-Matthews-Morley va ser la primera prova científica clau de la teoria de la propagació del fons marí de la deriva continental.
A partir de 1966, els científics de l'Observatori Geològic Lamont-Doherty van trobar que els perfils magnètics a través de la dorsal Pacífic-Antàrtica eren simètrics i coincidien amb el patró de la dorsal de Reykjanes de l'Atlàntic nord. Les mateixes anomalies magnètiques es van trobar a la majoria dels oceans del món, la qual cosa va permetre estimar quan s'havia desenvolupat la major part de l'escorça oceànica.

## Observant camps magnètics passats

Polaritat geomagnètica des del Juràssic mitjà. Les zones fosques denoten períodes en què la polaritat coincideix amb la polaritat actual, mentre que les zones clares denoten períodes en què aquesta polaritat s'inverteix. El Superchron del Cretaci Normal és visible com la banda negra àmplia i ininterrompuda a prop del centre de la imatge

Les inversions de camp passats es registren en els minerals ferromagnètics (més exactament ferrimagnètics) «congelats» dels dipòsits sedimentaris consolidats o dels fluxos volcànics refredats a la terra.
El registre passat d'inversions geomagnètiques es va notar per primera vegada observant les «anomalies» de la banda magnètica al fons de l'oceà. Lawrence W. Morley, Frederick John Vine i Drummond Hoyle Matthews van fer la connexió amb l'extensió del fons marí en la hipòtesi Morley-Vine-Matthews que aviat va portar al desenvolupament de la teoria de la tectònica de plaques. La velocitat relativament constant a la qual s'estén el fons marí dona lloc a «bandes» de substrat a partir de les quals es pot inferir la polaritat del camp magnètic passat a partir d'un magnetòmetre remolcat pel fons del mar.
Com que cap fons marí no subduït existent (o fons marí introduït a les plaques continentals) té més d'uns 180 milions d'anys d'antiguitat, calen altres mètodes per detectar inversions més antigues. La majoria de les roques sedimentàries incorporen petites quantitats de minerals rics en ferro, l'orientació dels quals està influenciada pel camp magnètic ambiental en el moment en què es van formar. Aquestes roques poden conservar un registre del camp si no s'esborra després per canvis químics, físics o biològics.
Com que el camp magnètic terrestre és un fenomen global, es poden utilitzar patrons similars de variacions magnètiques en diferents llocs per ajudar a calcular l'edat en diferents llocs. Les últimes quatre dècades de dades paleomagnètiques sobre les edats del fons marí (fins a ~ 250 Ma) han estat útils per estimar l'edat de les seccions geològiques en altres llocs. Tot i que no és un mètode de datació independent, depèn de mètodes de datació per edat «absoluta» com els sistemes radioisotòpics per obtenir edats numèriques. S'ha tornat especialment útil per als geòlegs metamòrfics i ígnis on els fòssils índexs rarament estan disponibles.

## Escala de temps de la polaritat geomagnètica
Mitjançant l'anàlisi d'anomalies magnètiques del fons marí i la datació de seqüències d'inversió a terra, els paleomagnetistes han estat desenvolupant una escala de temps de polaritat geomagnètica (Geomagnetic Polarity Time Scale , GPTS). L'escala de temps actual conté 184 intervals de polaritat en els últims 83 milions d'anys (i, per tant, 183 inversions).

### Canvi de freqüència al llarg del temps
La taxa d'inversions del camp magnètic terrestre ha variat molt al llarg del temps. Fa 72 milions d'anys (Ma), el camp es va invertir 5 vegades en un milió d'anys. En un període de 4 milions d'anys centrat en 54 Ma, es van produir 10 inversións; cap als 42 Ma, es van produir 17 inversions en el període de 3 milions d'anys. En un període de 3 milions d'anys centrat en el 24 Ma, es van produir 13 inversions. No menys de 51 inversions es van produir en un període de 12 milions d'anys, centrats en 15 Ma. Es van produir dues inversions durant un període de 50.000 anys. Aquestes èpoques d'inversions freqüents s'han contrapesat per uns quants supercrons (períodes llargs en què no es va produir cap inversió).

### Supercrons
Un supercron és un interval de polaritat que dura almenys 10 milions d'anys. Hi ha dos supercrons ben establerts: el del Cretaci Normal i el del Kiamà. Un tercer candidat, el Moyero, és més polèmic. Abans es pensava que la zona tranquil·la del Juràssic en anomalies magnètiques oceàniques representava un supercron, però ara s'atribueix a altres causes.
El Supercron del Cretaci Normal (també anomenat Supercron del Cretaci o C34) va durar gairebé 40 milions d'anys, des d'uns 120-183 Ma, incloent etapes del període Cretaci des de l'Aptià fins al Santonià. La freqüència d'inversions magnètiques va disminuir constantment abans del període, arribant al seu punt més baix (sense inversió) durant el període. Entre el Cretaci Normal i l'actualitat, la freqüència generalment ha augmentat lentament.
El Supercron de la reversió del Kiamà va durar aproximadament des de finals del Carbonífer fins a finals del Permià, o durant més de 50 milions d'anys, al voltant de 312-262 Ma. El camp magnètic havia invertit la polaritat. El nom «Kiamà» deriva de la ciutat australiana de Kiama (Nova Gal·les del Sud), on es van trobar algunes de les primeres evidències geològiques del supercron l'any 1925.
Se sospita que l'Ordovicià va acollir un altre supercron, anomenat Supercron d'Inversió de Moyero, que va durar més de 20 milions d'anys (fa 485 a 463 milions d'anys). Fins ara, aquest possible supercron només s'ha trobat a la secció del riu Moyero, al nord del cercle polar a Sibèria. A més, les millors dades d'altres llocs del món no mostren proves d'aquest supercron.
Algunes regions del fons oceànic, de més de 160 Ma, tenen anomalies magnètiques de baixa amplitud difícils d'interpretar. Es troben a la costa est d'Amèrica del Nord, la costa nord-oest d'Àfrica i el Pacífic occidental. Abans es pensava que representaven un supercron anomenat Zona Juràssica Tranquil·la, però durant aquest període es troben anomalies magnètiques a terra. Se sap que el camp geomagnètic té una intensitat baixa entre uns 130 i 170 Ma, i aquestes seccions del fons oceànic són especialment profundes, la qual cosa fa que el senyal geomagnètic s'atenuï entre el fons marí i la superfície.

### Propietats estadístiques de les inversions
Diversos estudis han analitzat les propietats estadístiques de les inversions amb l'esperança d'aprendre alguna cosa sobre el seu mecanisme subjacent. El poder discriminant de les proves estadístiques està limitat pel petit nombre d'intervals de polaritat. No obstant això, algunes característiques generals estan ben establertes. En particular, el patró d'inversió és aleatori. No hi ha correlació entre les longituds dels intervals de polaritat. No hi ha preferència ni per la polaritat normal ni per la polaritat invertida, ni cap diferència estadística entre les distribucions d'aquestes polaritats. Aquesta manca de biaix també és una predicció robusta de la hipòtesi de la dinamo.
No hi ha «taxa» d'inversió, ja que estadísticament són aleatòries. L'aleatorietat de les inversions és incompatible amb la periodicitat, però diversos autors han afirmat trobar una periodicitat. Tanmateix, aquests resultats probablement són artefactes d'una anàlisi que utilitza finestres lliscants per intentar determinar les taxes d'inversió.
La majoria de models estadístics d'inversió els han analitzat en termes de procés de Poisson o d'altres tipus de processos de renovació. Un procés de Poisson tindria, de mitjana, una taxa d'inversió constant, per la qual cosa és habitual utilitzar un procés de Poisson no estacionari. Tanmateix, en comparació amb un procés de Poisson, hi ha una probabilitat reduïda d'inversió durant desenes de milers d'anys després d'una inversió. Això podria ser degut a una inhibició del mecanisme subjacent, o només podria significar que s'han perdut alguns intervals de polaritat més curts. Un patró d'inversió aleatòria amb inhibició es pot representar mitjançant un procés gamma. El 2006, un equip de físics de la Universitat de Calàbria va trobar que les inversions també s'ajusten a una distribució de Lévy, que descriu processos estocàstics amb correlacions de llarg abast entre esdeveniments en el temps. Les dades també són coherents amb un procés determinista, però caòtic.

## Caràcter de les transicions

### Durada
La majoria de les estimacions de la durada d'una transició de polaritat estan entre 1.000 i 10.000 anys, però algunes estimacions són tan ràpides com una vida humana. Els estudis de colades de lava de 16,7 milions d'anys a Steens Mountain (Oregon, Estats Units d'Amèrica) indiquen que el camp magnètic de la Terra és capaç de desplaçar-se a una velocitat de fins a 6 graus per dia. Això va ser rebut inicialment amb l'escepticisme dels paleomagnetistes. Fins i tot si els canvis es produeixen tan ràpidament al nucli, es creu que el mantell, que és un semiconductor, elimina les variacions amb períodes inferiors als pocs mesos. Es van proposar una varietat de possibles mecanismes magnètics de roques que conduirien a un senyal fals. Tanmateix, els estudis paleomagnètics d'altres seccions de la mateixa regió (les colades de basalt de l'altiplà d'Oregon) donen resultats consistents. Sembla que la transició de polaritat invertida a normal que marca el final de Cron C5Cr (16,7 milions d'anys) conté una sèrie d'inversions i excursions. A més, els geòlegs Scott Bogue (de l'Occidental College) i Jonathan Glen (de l'US Geological Survey), que van mostrejar fluxos de lava a Battle Mountain (Nevada, Estats Units d'Amèrica) van trobar proves d'un breu interval de diversos anys durant una inversió quan la direcció del camp va canviar en més de 50 anys graus. La inversió es va datar fa aproximadament 15 milions d'anys. L'agost de 2018, els investigadors van informar d'una inversió que va durar només 200 anys. Però un article del 2019 estimava que la inversió més recent, fa 780.000 anys, va durar 22.000 anys.

### Camp magnètic
El camp magnètic no desapareixerà completament, però molts pols es podrien formar caòticament en diferents llocs durant la inversió, fins que s'estabilitzi de nou.

## Causes

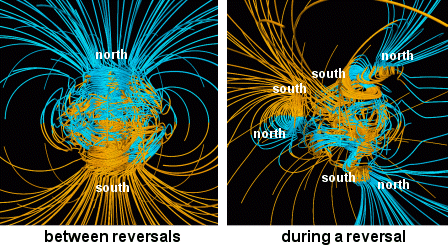
Simulació per ordinador de la NASA utilitzant el model de Glatzmaier i Roberts. Els tubs representen línies de camp magnètic, blaus quan el camp apunta cap al centre i grogues quan s'allunyen. L'eix de rotació de la Terra és centrat i vertical. Els densos cúmuls de línies es troben dins del nucli de la Terra.

El camp magnètic de la Terra, i d'altres planetes que tenen camps magnètics, es genera per l'acció de la dinamo en la qual la convecció del ferro fos al nucli planetari genera corrents elèctrics que al seu torn donen lloc a camps magnètics. En les simulacions de dinamos planetàries, les inversions sovint sorgeixen espontàniament de la dinàmica subjacent. Per exemple, Gary Glatzmaier i el col·laborador Paul Roberts de la UCLA van executar un model numèric de l'acoblament entre l'electromagnetisme i la dinàmica de fluids a l'interior de la Terra. La seva simulació va reproduir les característiques clau del camp magnètic durant més de 40.000 anys de temps simulat i el camp generat per ordinador es va invertir. També s'han observat inversions de camp globals a intervals irregulars a l'experiment de laboratori de metall líquid VKS2.
En algunes simulacions, això condueix a una inestabilitat en la qual el camp magnètic gira espontàniament cap a l'orientació oposada. Aquest escenari està recolzat per observacions del camp magnètic solar, que pateix inversió espontània cada 9-12 anys. No obstant això, amb el Sol s'observa que la intensitat magnètica solar augmenta molt durant una inversió, mentre que les inversions a la Terra semblen produir-se durant períodes de baixa intensitat de camp.

### Hipòtesis dels desencadenants
Alguns científics, com Richard A. Muller, pensen que les inversions geomagnètiques no són processos espontanis sinó que es desencadenen per esdeveniments externs que interrompen directament el flux al nucli de la Terra. Les propostes inclouen esdeveniments d'impacte o esdeveniments interns com l'arribada de lloses continentals transportades al mantell per l'acció de la tectònica de plaques a les zones de subducció, o l'inici de nous plomalls de mantell des del límit nucli-mantell. Els partidaris d'aquesta hipòtesi sostenen que qualsevol d'aquests esdeveniments podria provocar una interrupció a gran escala de la dinamo, desactivant efectivament el camp geomagnètic. Com que el camp magnètic és estable en l'orientació actual nord-sud o en una orientació inversa, proposen que quan el camp es recupera d'aquesta interrupció escull espontàniament un estat o un altre, de manera que la meitat de les recuperacions es converteixin en inversió. Tanmateix, el mecanisme proposat no sembla funcionar en un model quantitatiu, i l'evidència de l'estratigrafia per a una correlació entre inversions i esdeveniments d'impacte és feble. No hi ha evidència d'una inversió relacionada amb l'esdeveniment d'impacte que va causar l'esdeveniment d'extinció del Cretaci-Paleogen.

## Efectes a la biosfera
Poc després de produir-se les primeres escales de temps de polaritat geomagnètica, els científics van començar a explorar la possibilitat que les inversions poguessin estar relacionades amb les extincions. La majoria d'aquestes propostes es basen en el supòsit que el camp magnètic de la Terra seria molt més feble durant les inversions. Possiblement, la primera d'aquestes hipòtesis va ser que les partícules d'alta energia atrapades al cinturó de radiació de Van Allen podien ser alliberades i bombardejar la Terra. Els càlculs detallats confirmen que si el camp dipolar de la Terra desaparegués completament (deixant el quadripol i els components superiors), la major part de l'atmosfera esdevindria accessible a les partícules d'alta energia, però actuaria com una barrera per a elles, i les col·lisions de raigs còsmics produirien radiació secundària de beril·li-10 o clor-36. Un estudi alemany de 2012 sobre nuclis de gel de Groenlàndia va mostrar un pic de beril·li-10 durant una breu inversió completa fa 41.000 anys, que va provocar que la força del camp magnètic caigués a un 5% estimat de la normal durant la inversió. Hi ha proves que això succeeix tant durant la variació secular com durant les inversions.
Una altra hipòtesi de McCormac i Evans suposa que el camp terrestre desapareix completament durant les inversions. Argumenten que l'atmosfera de Mart podria haver estat erosionada pel vent solar perquè no tenia camp magnètic per protegir-la. Prediuen que els ions s'eliminarien de l'atmosfera terrestre per sobre dels 100 km. Tanmateix, les mesures de paleointensitat mostren que el camp magnètic no ha desaparegut durant les inversions. A partir de les dades de paleointensitat dels darrers 800.000 anys, encara es calcula que la magnetopausa es trobava a uns tres radis terrestres durant la inversió de Brunhes-Matuyama. Fins i tot si el camp magnètic intern va desaparèixer, el vent solar pot induir un camp magnètic a la ionosfera de la Terra suficient per protegir la superfície de les partícules energètiques.
Les hipòtesis també han avançat cap a vincular les inversions amb les extincions massives. Molts d'aquests arguments es basaven en una aparent periodicitat en la taxa d'inversió, però anàlisis més acurades mostren que el registre d'inversió no és periòdic.
Però pot ser que els extrems dels superchrons hagin provocat una convecció vigorosa que condueixi a un vulcanisme generalitzat, i que les cendres posteriors en l'aire hagin provocat extincions.
Les proves de correlacions entre extincions i inversions són difícils per diverses raons. Els animals més grans són massa escassos en el registre fòssil per tenir bones estadístiques, de manera que els paleontòlegs han analitzat les extincions de microfòssils. Fins i tot les dades de microfòssils poden ser poc fiables si hi ha hiats en el registre fòssil. Pot semblar que l'extinció es produeix al final d'un interval de polaritat quan la resta d'aquest interval de polaritat simplement es va erosionar. L'anàlisi estadística no mostra cap evidència d'una correlació entre inveresions i extincions.

## Futur del camp magnètic actual

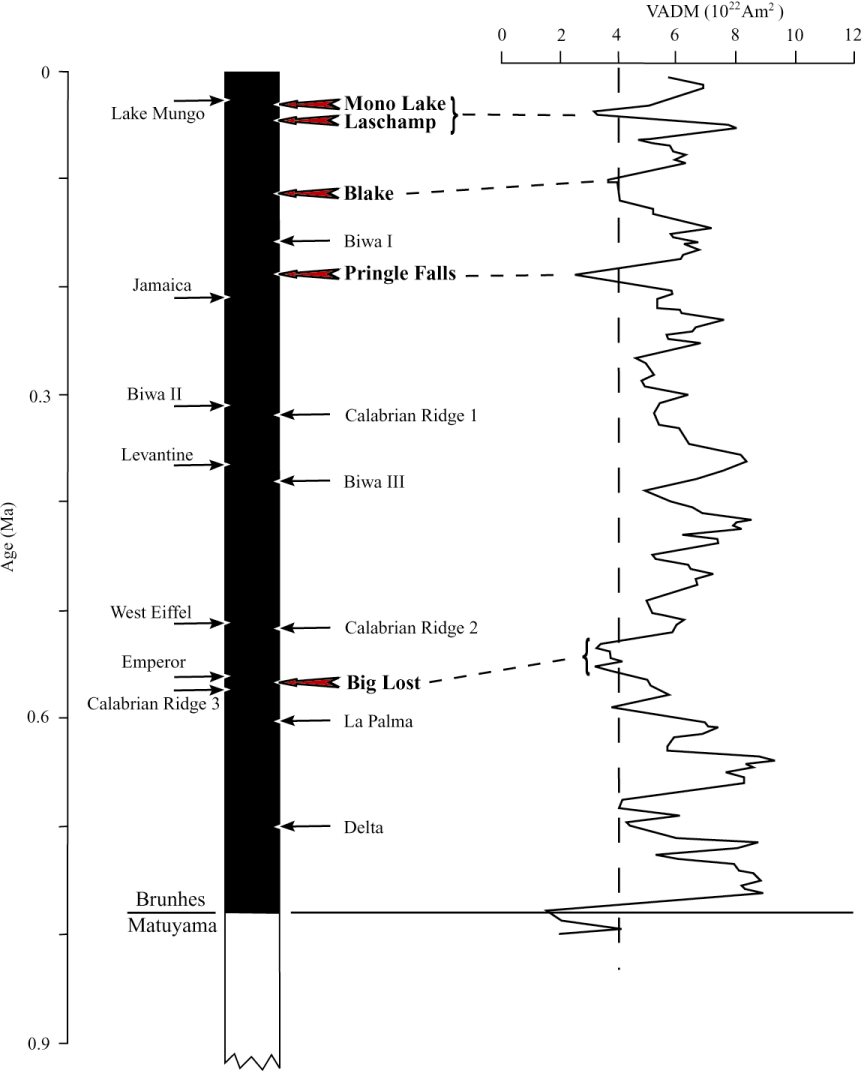
Variacions geomagnètiques des de la darrera inversió

En l'actualitat, el camp magnètic en general ha vingut a ser més feble, en una taxa que, si hi continués, ocasionaria que el camp es desplomés cap a l'any 3000 o 4000. L'anomalia de l'Atlàntic Sud es creu que és producte d'això. El fort deteriorament correspon a un descens en un 10 a un 15% sobre els últims 150 anys, i s'ha accelerat en els darrers anys; però la intensitat geomagnètica ha disminuït gairebé de manera contínua en un màxim de 35% per sobre del valor més recent aconseguit. La taxa de disminució i la força actual està dins del normal de variació, com ho demostren els registres dels camps magnètics en el passat, detectats en les roques.
Ningú no sap si el decaïment del camp continuarà en el futur. Atès que cap inversió magnètica ha estat observada per la humanitat actual i el seu mecanisme de generació no es comprèn totalment, és difícil dir quines són les característiques del camp magnètic que conduiran a aquesta inversió. Alguns autors especulen que una gran disminució del camp magnètic, durant un període d'inversió, exposarà la superfície de la Terra a un substancial i potencial increment de radiació còsmica. Però l'Homo erectus i els seus ancestres certament sobrevisqueren a inversions prèvies. No hi ha evidència que una inversió del camp magnètic hagi causat qualsevol extinció biològica. Una possible explicació és que el vent solar pot induir un camp magnètic suficient (n la ionosfera de la Terra) per protegir-la de les partícules altament energètiques, encara en absència del camp magnètic normal del planeta.
El pol nord magnètic de la Terra s'està desplaçant del Canadà a Sibèria amb una taxa de 10 km per any al començament del segle xx i va arribar a 40 km per any en el 2003. Es desconeix si aquest lliscament continuarà accelerant-se.